# جان رندولف بری
جان رندولف بری (انگلیسی: John Randolph Bray؛ ۲۵ اوت ۱۸۷۹ – ۱۰ اکتبر ۱۹۷۸) یک پویانما، کارگردان، فیلم‌نامه‌نویس، و تهیه‌کننده اهل ایالات متحده آمریکا بود.